# John Villiers
John Francis Hyde Villiers (* 24. Januar 1936; † 11. Februar 2020 in Norfolk) war ein britischer Historiker und Mitarbeiter des British Council.
John Villiers war ein Abkömmling der Earls of Clarendon, sein Urgroßvater war der Diplomat und Politiker George Villiers, 4. Earl of Clarendon. Er selbst studierte an der Universität Cambridge Geschichte und beendete sein Studium 1957 mit einem Bachelor-Abschluss. Zwischen 1958 und 1960 schlossen sich Forschungstätigkeiten in Cambridge und an der Universität Lissabon an. Er promovierte 1962 am King’s College in Cambridge mit einer Arbeit zur portugiesischen Sozialgeschichte während der Herrschaft der Könige Peter II. und Johann V. (1680–1750).
Von 1960 bis 1979 war Villiers Mitarbeiter des British Council, zunächst in Bandung (Indonesien), wo er auch als Englischlektor an der Padjadjaran State University unterrichtete, später unter anderem am British Council in Warschau. Von 1978 bis 1986 wirkte er als Direktor des British Institute for South-East Asia. Von 2006 bis 2012 war er Direktor der katholischen Society of Our Lady of Lourdes.
John Villiers verfasste Studien zur vorkolonialen und kolonialen Geschichte Südostasiens, zu europäischen (insbesondere portugiesischen) Entdeckungsfahrten, Seehandel und christlichen Missionen in Südostasien sowie zur Geschichte Thailands. Zudem edierte er historische Reiseberichte von Europäern über Südostasien. Er war Fellow der Royal Society of Arts (FRSA) und der Royal Asiatic Society of Great Britain and Ireland (FRAS).

## Schriften
- Fischer Weltgeschichte Bd. 18: Südostasien vor der Kolonialzeit (Hg.), Fischer, Frankfurt 1965 ISBN 3-436-01210-6
- The Southeast Asian Port and Polity. Rise and Demise, Singapore University Press, Singapore 1990 ISBN 9971-69-129-9
- The British in Java 1811–1816. A Javanese Account. A Text Edition, English Synopsis and Commentary on British Library Additional Manuscript 12330 (Babad Bedhah ing Ngayogyakarta) (mit Peter Carey), Oxford University Press, Oxford 1992 ISBN 0-19-726062-4
- Blue Guide Thailand New Edition, WW Norton, 1997 ISBN 0-393-31583-5
- Portuguese Encounters with the World in the Age of Discoveries: Southeast Asia, Ashgate Publishing Group, 2005 ISBN 0-7546-0189-7